# Ропер, Элмер Эрнест
Элмер Эрнест Ропер (англ. Elmer Ernest Roper; 4 июня 1893 — 12 ноября 1994) — левый политик из Альберты, Канада. Был лидером Федерации кооперативного содружества Альберты, мэром Эдмонтона, членом Законодательного собрания Альберты и кандидатом в депутаты Палаты общин Канады.

## Ранние годы
Ропер родился в Ингонише, Новая Шотландия, в семье морского капитана. Он получил образование в Сидни и в 1907 году переехал на запад в Калгари, Альберта. Там он поступил в ученики печатника и нашёл работу в типографии Calgary Herald. 15 июня 1914 года он женился на Голди С. Белл, которая умерла на несколько недель раньше его. У них родились три дочери и один сын.
С молодости участвовал в рабочем движении и в 1916 году был президентом Совета по делам торговли и труда Калгари. Его пребывание на этой должности было недолгим, так как в следующем году он переехал в Эдмонтон, чтобы возглавить пресс-центр Edmonton Bulletin. Там он занял руководящую должность в окружном трудовом совете Эдмонтона (позже Эдмонтонском совете по делам торговли и труда) и в 1919 году участвовал в забастовке солидарности с Виннипегской всеобщей забастовке.
В 1921 году он оставил Bulletin, чтобы основать собственное полиграфическое предприятие, в котором будет работать до выхода на пенсию. В том же году он впервые баллотировался на выборах.

## Ранняя политическая карьера
На провинциальных выборах 1921 года Ропер был выдвинут в качестве кандидата от лейбористов в Эдмонтоне. Он финишировал тринадцатым из двадцати шести кандидатов.
В 1922 году Ропер стал секретарём-казначеем Федерации труда Альберты и занимал эту должность в профсоюзах десять лет. Ропер редактировал официальный орган профсоюзной федерации Alberta Labor News с 1921 по 1935 год, когда изменил название газеты на People’s Weekly и сделал её де-факто изданием новой Федерации кооперативного содружества (ФКС) Альберты с Уильямом Ирвином в качестве соредактора.
Ропер баллотировался в попечители школы на муниципальных выборах 1924 года в Эдмонтоне. Он занял четвёртое место из семи кандидатов на выборах, на которых были избраны три лучших кандидата. В следующем году он снова занял четвёртое место из семи кандидатов, однако в этот раз мест было четыре, и он прошёл, а затем был переизбран в 1927 году.
На провинциальных выборах 1926 года он снова был лейбористским (рабочим) кандидатом в Эдмонтоне. Эта гонка оказалась для него ещё менее успешной — он занял шестнадцатое место из восемнадцати кандидатов в первом туре голосования. Он повторил попытку на дополнительных выборах 1931 года (из-за смерти Чарльза Уивера), заняв второе место из четырёх кандидатов, поскольку консерватор Фредерик Джеймисон сохранил депутатский мандат для партии Уивера.
Единственная попытка Ропера занять федеральный пост имела место на выборах 1935 года, когда он баллотировался от недавно сформированной Федерации кооперативного содружества в Восточном Эдмонтоне; он финишировал четвёртым из шести кандидатов (победил Уильям Сэмюэл Холл из Партии социального кредита Канады).
Ропер присоединился к ФКС на провинциальном уровне и баллотировался под её знаменем на выборах 1940 года, заняв седьмое место из девятнадцати кандидатов в первом туре голосования и снова потерпев поражение. На этих выборах не было избрано ни одного члена этой новой левоцентристской партии, но эта ситуация вскоре изменится.

## Лидер социал-демократов Альберты
4 мая 1942 года лидер консерваторов Дэвид Дагган умер, и его место в Эдмонтоне стало вакантным. Ропер был выдвинут кандидатом от Федерации кооперативного сотрудничества на последовавших дополнительных выборах и завоевал первое место из пяти кандидатов. Лидер местной ФКС Честер Роннинг уступил руководство партией в Альберте её единственному депутату законодательного собрания.
Элмер Ропер будет лидером ФКС Альберты в течение тринадцати лет, и уже вскоре его статус в качестве единственного провинциального депутата изменится: после выборов 1944 года к нему в законодательный орган присоединился Эйлмер Лиземер из Калгари.
Оба действующие депутаты были переизбраны на выборах 1948 года, но доля голосов, отданных за партию, упала с 25 % до 19 %, поскольку мертвая хватка Партии социального кредита над провинцией оставалась неизменной. В 1952 году был избран ещё один член ФКС, Ник Душенский, но своё место потерял Лиземер, а новой официальной оппозицией стала Либеральная партия Альберты.
Затем положение Ропера ещё более ухудшилось: на выборах 1955 года доля голосов ФКС составила всего 8 %, а сам он лишился места в Эдмонтоне (у партии осталось два депутатских кресла — у Ника Душенского и Стэнли Ружицкого). Ропер занял третье место из тридцати кандидатов в первом туре голосования, но большое количество дополнительных голосов за премьер-министра Эрнеста Мэннинга было перераспределено между другими кандидатами от Партии социального кредита, и Ропер выпал из проходной семёрки. После выборов Ропер подал в отставку из руководства ФКС и более не участвовал в провинциальных выборах.

## Муниципальная политика. Мэр Эдмонтона
В преддверии муниципальных выборов 1959 года мэрия Эдмонтона оказалась без руководителя: Уильям Гавреляк подал в отставку в результате скандала, а назначенный городским советом Эдмонтона выбрал вместо него Фредерик Джон Митчелл решил вернуться на свой пост олдермена, а не участвовать в выборах градоначальника. Ропер выдвинул свою кандидатуру на выборах мэра и победил трёх кандидатов (в первую очередь своего бывшего коллегу из законодательного собрания Джеймса Проуза). Он был переизбран на выборах 1961 года, с лёгкостью победив олдермена Эда Леже, но не стал выдвигаться по завершении своего второго срока. В возрасте семидесяти лет он покинул большую политику.

## Поздние годы и наследие
Элмер Ропер в 1975 году переехал в Викторию, Британская Колумбия, и умер там 12 ноября 1994 года в возрасте 101 года. Его жена умерла в августе, сразу после восьмидесятилетия пары, и у него остались две дочери и сын, бывший олдермен Эдмонтона Дж. Лайалл Ропер.
В 1928 году он стал почётным пожизненным членом Ротари-клуба, а в 1959 году получил звание почётного доктора права Университета Альберты. Кроме того, в его честь названы улица и район Эдмонтона (Roper Road и Roper Industrial).